# 北川晴
北川 晴（きたがわ はれ）は、日本のゲームシナリオライター。2012年にブランド「とりぷる・すれっと」と「スタッフィング」を立ち上げた。

## 主な参加作品

### PCゲーム

#### 商業作品
- 2004年7月23日 - はるのあしおと（minori）（シナリオ・演出）
- 2005年2月25日 - 秋色恋華（Purple software）（シナリオ・演出補助）
- 2005年7月29日 - 少女魔法学リトルウィッチロマネスク（Littlewitch）（シナリオ）
- 2006年2月24日 - あると（Purple software）（シナリオ）
- 2006年3月31日 - さくらのさくころ（minori）（シナリオ）
- 2006年7月28日 - はぴねす! りらっくす（ういんどみるOasis）（シナリオ）
- 2007年11月30日 - 明日の君と逢うために（Purple software）（シナリオ）
- 2008年3月28日 - かみぱに!（クロシェット）（シナリオ）
- 2009年5月29日 - 天神乱漫 -LUCKY or UNLUCKY!?-（ゆずソフト）（シナリオ）
- 2009年8月28日 - メモリア（Purple software）（シナリオ）
- 2009年10月30日 - ましろ色シンフォニー（ぱれっと）（シナリオ）
- 2010年10月30日 - 恋神 -ラブカミ-（PULLTOP）（シナリオ統括)
- 2011年10月28日 - ワルキューレロマンツェ 少女騎士物語（Ricotta）（シナリオ）
- 2012年12月14日 - 彼女と俺と恋人と。（PULLTOP LATTE）（シナリオ統括)[2]
- 2013年5月24日 - 恋しよっ?（とりぷる・すれっと）（シナリオ）
- 2013年8月30日 - 星ノ音サンクチュアリ（シナリオ）
- 2013年10月25日 - ワルキューレロマンツェ More＆More（Ricotta）（シナリオ）
- 2014年5月30日 - はぴねす! えもーしょん（シナリオ）
- 2014年5月30日 - Golden Marriage（シナリオ）
- 2014年6月27日 - スクランブル・ラバーズ（シナリオ）
- 2014年10月31日 - 彼女と俺と、恋するリゾート ～彼女と俺と恋人と。&恋する夏のラストリゾートWファンディスク～（シナリオ）
- 2015年3月27日 - ミライカノジョ（シナリオ）
- 2015年3月27日 - Golden Marriage -Jewel Days-（シナリオ）
- 2015年6月26日 - お嬢様と秘密の乙女（シナリオ）
- 2016年8月26日 - 催眠委員長（プロデューサー）
- 2016年8月26日 - 催眠委員長（プロデューサー）
- 2023年 - ましろ色シンフォニー -Love is pure white- Remake for FHD（シナリオ）[3]

#### 同人作品
- 2007年12月31日 - 未来のキミと、すべての歌に-（Supplement Time）（ディレクター）
- 2008年8月16日 - 鈴が歌う、未来の音色（Supplement Time）（ディレクター）
- 2008年12月31日 - らぶらぶrelation（Sweetcotton）（ディレクター）

### 作詞・作曲
- 笑顔の約束（はるのあしおと 作詞）